# مهارة الابتكار
 مهارات الابتكار عمليا هي أنواع من المهارات التي تسمح للأفراد أن يصبحوا مبتكرين في ما يفعلونه. وهي عادة مزيج من المهارات المعرفية (مثل القدرة على التفكير بشكل خلاق ) والمهارات السلوكية (مثل القدرة على حل المشاكل وإدارة المخاطر), و المهارات الوظيفية (مثل المهارات الأساسية كالكتابة والقراءة والحساب) و المهارات التقنية (مثل تقنيات البحوث  و إدارة المشاريع أو الهندسة).

## مزيد من القراءة
- Bloom B. S. (1956). Taxonomy of Educational Objectives, Handbook I: The Cognitive Domain. New York: David McKay Co Inc.
- Miron, et al. (2004) "Do personal characteristics and cultural values that promote innovation, quality, and efficiency compete or complement each other?". Journal of Organisational Behaviour 25, 175-199.

## وصلات خارجية
- Conference Board of Canada's project on innovation skills
- Australian Government Department of Education, Science, & Technology work on innovation skills
- The Partnership for the 21st Century Skills
- Kirton's Adaption-Innovation Theory